# Cladonia nana
Cladonia nana är en lavart som beskrevs av Vain. Cladonia nana ingår i släktet Cladonia och familjen Cladoniaceae.   Inga underarter finns listade i Catalogue of Life.